# Nubeena
Nubeena – miasto w Australii, na Tasmanii.